# Saint-Igny-de-Vers
Saint-Igny-de-Vers là một xã thuộc tỉnh Rhône trong vùng Auvergne-Rhône-Alpes phía đông nước Pháp. Xã này nằm ở khu vực có độ cao trung bình 407 mét trên mực nước biển.